# Topojë
Topojë é uma comuna (em albanês:  komuna) da Albânia localizada no distrito de Fier, prefeitura de Fier.